# Binswangen (Bajorország)
Binswangen település Németországban, azon belül Bajorországban. Lakosainak száma 1413 fő (2023. december 31.).

## Népesség
A település népessége az elmúlt években az alábbi módon változott:
| Lakosok száma | 936  | 1248 | 1012 | 1094 | 1318 | 1312 | 1314 | 1338 | 1374 | 1413 |
|               | 1875 | 1950 | 1975 | 1987 | 2012 | 2014 | 2016 | 2017 | 2021 | 2023 |